# Erzeparchie Changanacherry
Die Erzeparchie Changanacherry (lateinisch Archieparchia Changanacherrensis) ist eine in Indien gelegene Erzeparchie der mit der römisch-katholischen Kirche unierten syro-malabarischen Kirche mit Sitz in Changanassery, Kerala.

## Geschichte
Am 28. Juli 1896 wurde das Apostolische Vikariat Changanacherry durch Papst Leo XIII. mit dem Breve Quae rei sacrae aus Gebietsteilen des aufgelösten Apostolischen Vikariats Kottayam errichtet. Am 19. August 1911 gab das Apostolische Vikariat Changanacherry seine Jurisdiktion über die Gruppe der Knananiten an das wiedererrichtete Apostolische Vikariat Kottayam ab.
Papst Pius XI. erhob das Apostolische Vikariat Changanacherry am 21. Dezember 1923 mit der Apostolischen Konstitution Romani Pontifices zur Eparchie und unterstellte sie der Erzeparchie Ernakulam als Suffragandiözese. Am 25. Juli 1950 trat die Eparchie Changanacherry Teile ihres Territoriums zur Gründung des Bistums Palai ab. Die Jurisdiktion der Eparchie Changanacherry wurde am 29. April 1955 durch die Heilige Kongregation für die orientalische Kirche mit dem Dekret Multorum fidelium auf die in den lateinischen Bistümern Quilon, Trivandrum und Kottar lebenden syro-malabarischen Katholiken ausgeweitet.
Am 10. Januar 1959 wurde die Eparchie Changanacherry durch Papst Johannes XXIII. mit der Apostolischen Konstitution Regnum caelorum zur Erzeparchie erhoben. Am 26. Februar 1977 gab die Erzeparchie Changanacherry Teile ihres Territoriums zur Gründung des Bistums Kanjirapally ab und am 11. November 1996 zur Gründung des Bistums Thuckalay.
Der Erzeparchie unterstehen die Diözesen Kanjirapally, Palai und Thuckalay.

## Territorium
Die Erzeparchie Changanacherry erfasst nur die syro-malabarischen Katholiken in den Distrikten Thiruvananthapuram, Kollam, Pathanamthitta, Alappuzha und Kottayam im Bundesstaat Kerala. Die dort ebenfalls wohnenden Katholiken des lateinischen Ritus und der syro-malankarisch katholischen Kirche gehören zu anderen Diözesen.

## Ordinarien
- Charles Lavigne SJ (1887–1896)
- Mathew Makil (1896–1911, dann Apostolischer Vikar von Kottayam)
- Thomas Kurialacherry (1911–1925)
- James Kalacherry (1927–1949)
- Matthew Kavukattu (1951–1969), erster Erzbischof
- Antony Padiyara (1970–1985, dann Erzbischof von Ernakulam)
- Joseph Powathil (1985–2007)
- Joseph Perumthottam (2007–2024)
- Thomas Tharayil (seit 2024)